# Norialsus transvaaliensis
Norialsus transvaaliensis är en insektsart som beskrevs av Van Stalle 1986. Norialsus transvaaliensis ingår i släktet Norialsus och familjen kilstritar. Inga underarter finns listade i Catalogue of Life.